# Muretinci
Muretinci este o localitate din comuna Gorišnica, Slovenia, cu o populație de 423 de locuitori.